# 小ケフィソドトス
ケフィソドトス（希：Κηφισόδοτος、ラテン文字転記：Cephisodotos、紀元前4世紀、生没年不明）はアテナイの彫刻家である。
ケフィソドトスは父の才覚を継承したプラクシテレスの息子であり、120回目のオリンピアード（紀元前300年）の彫刻家としてプリニウスによって言及されている。ケフィソドトスはペルガモンにあるレスラーの群像、ローマのパラティウム神殿のラトナ、アフロディテ像、オスティアのポルティコスのアスクレピオスとアルテミスの像を作った。また、彼は兄弟のティマルコスと共にアテナイとテバイにおいていくつかの作品を作っており、アテナイの弁論家リュクルゴスとその三人の息子、アブロン、リュクルゴス、リュコフロンの木像、アブロンの依頼でエレウシスの神殿に壁画を描いた。また、彼らはエニュオの像、カドメイアのディオニュソスの祭壇を作り、後者は紀元前315年のカッサンドロスによるテバイ再建直後のものであるとされている。また、ケフィソドトスは哲学者の胸像を作った。彼の現存する作品はフィレンツェにあるレスラーの群像のみである。
ケフィソドトスの晩年については明らかではなく、アテナイに残ったかアレクサンドロス3世の後継者たちの宮廷で働いたかしたと考えられている。

## 註
1. 1 2  プリニウス, XXXVI. 4
2. ↑  プリニウス, XXXIV. 19
3. ↑  プルタルコス, 「10人の弁論家列伝」, 7